# Венский институт международных экономических исследований
Венский институт международных экономических исследований (нем. Wiener Institut für Internationale Wirtschaftsvergleiche; WIIW; англ. The Vienna Institute for International Economic Studies) — независимое некоммерческое научно-исследовательское учреждение (Австрия). Институт основан в 1973 г.
Основные направления исследований института: анализ и прогнозирование экономического развития в странах Центральной, Восточной и Юго-Восточной Европы (включая Турцию), а также Китае; анализ структурного развития в этих странах, например, рынков труда, конкурентоспособности, возможностей иностранного инвестирования и специализации внешней торговли; изучение проблем интеграции новых членов Европейского союза и др.
Институт организует ряд международныхнаучных мероприятий, в т.ч. Весенний семинар (WIIW Spring Seminar), Семинар международной экономики, Глобальный экономический цикл лекций (WIIW Global Economy Lecture Series) и др. 
Институтом публикуется ежемесячник «The Vienna Institute Monthly Report».